# Тимбервил (Вирџинија)
Тимбервил (енгл. Timberville) град је у америчкој савезној држави Вирџинија. По попису становништва из 2010. у њему је живело 2.522 становника.

## Демографија
Према попису становништва из 2010. у граду је живело 2.522 становника, што је 783 (45,0%) становника више него 2000. године.
| Група             | 2000.         | 2010.         |
| Белци             | 1.644 (94,5%) | 2.300 (91,2%) |
| Афроамериканци    | 3 (0,2%)      | 28 (1,1%)     |
| Азијати           | 3 (0,2%)      | 1 (0,0%)      |
| Хиспаноамериканци | 75 (4,3%)     | 147 (5,8%)    |
| Укупно            | 1.739         | 2.522         |